# South Bay Lakers
I South Bay Lakers sono una squadra di pallacanestro di El Segundo che milita nella NBA Development League, il campionato professionistico di sviluppo della National Basketball Association.

## Storia della franchigia

Logo dei Los Angeles D-Fenders logo, in uso dal 2006 al 2017

I Los Angeles D-Fenders, hanno cominciato a giocare nella stagione 2006-07, e sono stati la prima squadra ad essere posseduta da una franchigia NBA, i Los Angeles Lakers.
Nella stagione 2010-11 non partecipò al campionato, ritornando la stagione successiva e raggiungendo le finali, perse contro gli Austin Toros.
Nel 2017 cambiarono nome, assumendo la denominazione attuale

## Squadre NBA affiliate
Sono affiliati alle seguenti squadre NBA: Los Angeles Lakers.

## Record stagione per stagione
| Stagione              | Division       | Piazzamento    | Vittorie | Sconfitte | %        | Play-off |
| --------------------- | -------------- | -------------- | -------- | --------- | -------- | --- |
| Los Angeles D-Fenders |                |                |          |           |          | |
| 2006-07               | Western        | 5°             | 23       | 27        | 46,0     | - |
| 2007-08               | Western        | 2°             | 32       | 18        | 64,0     | vincono 1º turno (Colorado) 102-95 perdono semifinali (Idaho) 97-90                                                              |
| 2008-09               | Western        | 5°             | 19       | 31        | 38,0     | - |
| 2009-10               | Western        | 9°             | 16       | 34        | 32,0     | - |
| 2010-11               | inattivi       | inattivi       | inattivi | inattivi  | inattivi | inattivi |
| 2011-12               | Western        | 1°             | 38       | 12        | 76,0     | vincono 1º turno (Iowa) 2-1 vincono semifinali (Bakersfield) 2-0 perdono D-League Finals (Austin) 2-1                            |
| 2012-13               | West           | 3°             | 21       | 29        | 42,0     | - |
| 2013-14               | West           | 1°             | 31       | 19        | 62,0     | perdono 1º turno (Santa Cruz) 2-0                                                                                                |
| 2014-15               | Western        | 4°             | 17       | 33        | 34,0     | |
| 2015-16               | Pacific        | 2°             | 27       | 23        | 54,0     | vincono 1º turno (Reno) 2-1 vincono semifinali (Austin) 2-1 perdono D-League Finals (Sioux Falls) 2-1                            |
| 2016-17               | Pacific        | 1°             | 34       | 16        | 68,0     | perdono 1º turno (Rio Grande Valley) 1-2                                                                                         |
| South Bay Lakers      |                |                |          |           |          | |
| 2017-18               | Pacific        | 2°             | 28       | 22        | 56,0     | vincono 1º turno (Oklahoma) 125-105 vincono semifinali di Conference (Reno) 126-109 perdono finale di Conference (Austin) 93-104 |
| 2018-19               | Pacific        | 4°             | 21       | 29        | 42,0     | |
| 2019-20               | Pacific        | 4°             | 19       | 25        | 43,2     | |
| Regular season        | Regular season | Regular season | 326      | 318       | 50,6     | |
| Play-off              | Play-off       | Play-off       | 12       | 13        | 48,0     | |